# Касимов, Мухаммад-Юсуф
Мухаммад-Юсуф (Махмет Исуп) Касимов (годы рождения и смерти неизвестны) — казанский татарин, который в 1675 возглавил посольство Русского Царства в Индию (империю Великих Моголов).

## Путешествие
В 1675 году Касимов был направлен ко двору императора империю Великих Моголов Аурангзеба. В составе посольства были также Василий Александрович Даудов, подьячий посольского приказа Никифор Венюков и подьячий приказа Казанского дворца Иван Шапкин, переводчики из Казани Анисим Васильев и Иван Горский, а также переводчик из Астрахани астраханский татарин Марметка. Касимову было предписано изучить пути в Индию, узнать о титулах Аурангзеба, получить у него аудиенцию и вручить ему грамоту на татарском, русском и латинском языках, а также передать подарки от русского царя Алексея Михайловича. Касимов должен был также выяснить отношение властей и купечества Великих Моголов к установлению постоянных и непосредственных связей с Россией, а также добиться посылки ответного посольства в Россию от империи Великих Моголов. Кроме того, Касимов должен был привлечь на русскую службу несколько индийских каменных дел мастеров, о мастерстве которых было известно далеко за пределами Индии. На пути в Индию посольство должно было посетить Хивинское ханство и Бухарское ханство, где выкупить находящихся там русских пленных и «доведаться в Бухарех шолку сколько водится и что какому шолку цена», узнать, есть ли там «иные какие товары, которые были бы годны на московскую руку», а также собрать сведения о реке Амударья. Даудов должен был вернуться из Бухары в Москву, а Касимов и Шапкин должны были добраться до Аурангзеба.
Посольство отплыло из Астрахани по Каспийскому морю и высадилось у Караганской пристани, где у туркмен были наняты верблюды до самой Хивы. В январе 1676 года посольство прибыло в Бухару.
Затем Касимов через Балх добрался до Кабула, входившего в состав империи Великих Моголов, но в столицу империи Дели русское посольство не было допущено, так как император Аурангзеб был занят подавлением большого восстания афганских племен и в качестве меры предосторожности закрыл северо-западную границу своей империи. Касимову было заявлено, что «шах в дружбе и любительных ссылках с великим государем быть не захочет, ибо с давнего времени послов к нему от российского государства не было». Касимову, как мусульманину, предлагали оставить русскую службу и перейти на службу к мусульманскому императору Великих Моголов, но Касимов решительно отказался от этого. Он продал подарки, предназначенные для Аурангзеба, а вырученные за них деньги употребил на выкуп 18 русских пленных.
Проделав трудный путь обратно через Балх, Хиву, Чарджоу, в мае 1677 года Касимов вернулся в Астрахань, а в январе 1678 года добрался до Москвы.
Результатом миссии Касимова были первый для русской дипломатии прямой контакт с представителями индийского государства, а также подробное описание пути в Индию (как сухопутного, так и морского — через Астрахань, Шемаху и Ормузд).